# Сили оборони штату
Сили оборони штату (англ. State defense force (SDF; також збройні сили штату (англ. state military), гвардія штату (англ. state guards) або військовий резерв штату (англ. state military reserves) — військова і правоохоронна інституція виконавчої влади окремих штатів Сполучених Штатів Америки, яка перебуває безпосередньо в підпорядкуванні урядів цих адміністративно-політичних одиниць та виконує завдання у відповідності до федеральних законів і законів штату.

## Зміст
Військові формування сил оборони штату знаходяться під командуванням губернаторів штатів, частково регулюються Бюро національної гвардії, але водночас не є складовою частиною Національної гвардії США і не підпорядковуються федеральній владі. На відміну від підрозділів Національної гвардії кожного штату (у тому числі Національної гвардії округу Колумбія, Гуаму, Пуерто-Рико та Віргінських островів), які можуть у відповідності до закону про Національну оборону від 1933 року бути передані федеральному уряду, сили оборони штатів діють на підставі § 109 статті 32 Конституції США, яка визначає, що вони не можуть бути приєднані до Збройних сил та Національної гвардії США.

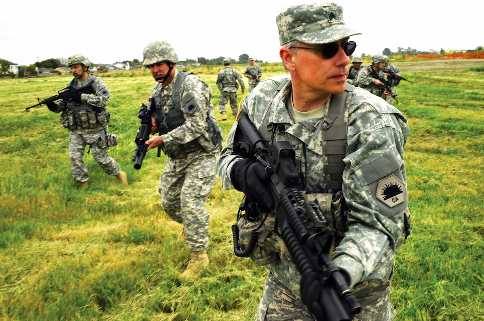
Військовослужбовці сил оборони Каліфорнії на зборах. 24 червня 2013

Водночас, законом не забороняється військовослужбовцям в індивідуальному порядку проходити службу в лавах військових формувань ЗС (тобто вони не позбавлені обов'язку бути призваними до лав Збройних сил у разі необхідності).

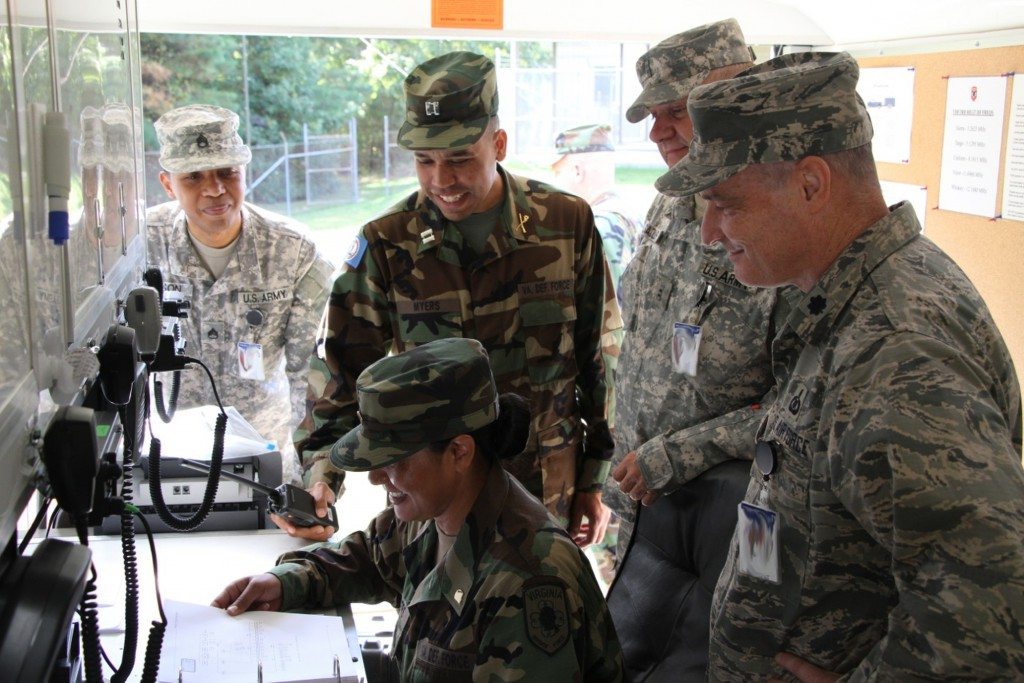
Військовослужбовці сил оборони Вірджинії та Національної гвардії штату на заняттях з розгортання рухомого пункту управління. 4 жовтня 2014

За станом на 2017 рік, кожний штат має легітимне право утримувати власні сили оборони, а 22 штати та Пуерто-Рико має чинні сили оборони різного ступеня готовності, укомплектованості та оснащеності. Зазвичай сили оборони штатів діють у стані надзвичайних ситуацій та з метою виконання завдань охорони штату. Організовані вони у типові армійські структури, деякі штати мають повітряний або морський компоненти сил оборони, який утримуються за класичним військовим принципом.